# Internazionali di Tennis Città dell'Aquila
Gli Internazionali di Tennis Città dell'Aquila sono stati un torneo professionistico di tennis giocato al Circolo Tennis L'Aquila, su campi in terra rossa. Facevano parte del circuito Challenger e si giocavano annualmente all'Aquila in Italia dal 2018.
La prima edizione si è tenuta dal 18 al 24 giugno 2018 ed è stata organizzata dalla MEF Tennis Events. È stato il primo torneo professionistico mai organizzato nel capoluogo abruzzese.

## Albo d'oro

### Singolare
| Anno | Campione         | Finalista     | Punteggio     |
| ---- | ---------------- | ------------- | ------------- |
| 2019 | Andrea Collarini | Andrej Martin | 6–3, 6–1      |
| 2018 | Facundo Bagnis   | Paolo Lorenzi | 2–6, 6–3, 6–4 |

### Doppio
| Anno | Campioni                        | Finalisti                       | Punteggio        |
| ---- | ------------------------------- | ------------------------------- | ---------------- |
| 2019 | Tomislav Brkić Ante Pavić       | Luca Margaroli Andrea Vavassori | 6–3, 6–2         |
| 2018 | Filippo Baldi Andrea Pellegrino | Pedro Martínez Mark Vervoort    | 4–6, 6–3, [10–5] |